# 바이로

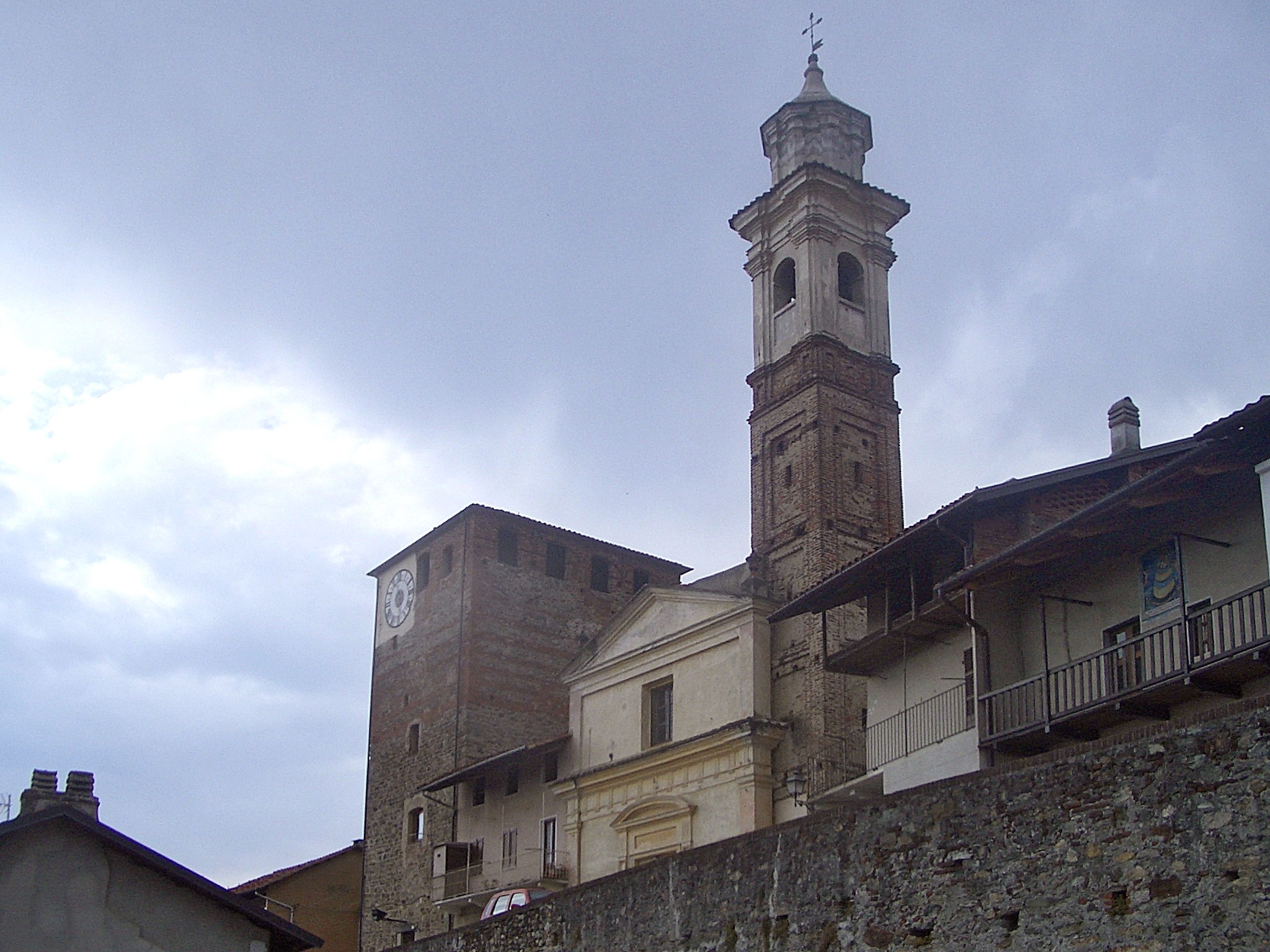

바이로(Bairo)는 이탈리아 피에몬테주 토리노 광역시의 코무네이다. 토리노에서 북쪽으로 약 35 km 지점에 위치해 있다.
이 지역의 총 면적은 7.09 km2, 고도는 360 m이다. 인구 수는 800명이다.